# Liste der Biografien/Sany
Liste der Biografien |
Portal Biografien |
Personensuche
# |
A |
B |
C |
D |
E |
F |
G |
H |
I |
J |
K |
L |
M |
N |
O |
P |
Q |
R |
S |
T |
U |
V |
W |
X |
Y |
Z |
?
 
Sa |
Sb |
Sc |
Sd |
Se |
Sf |
Sg |
Sh |
Si |
Sj |
Sk |
Sl |
Sm |
Sn |
So |
Sp |
Sq |
Sr |
Ss |
St |
Su |
Sv |
Sw |
Sy |
Sz
 
Saa |
Sab |
Sac |
Sad |
Sae |
Saf |
Sag |
Sah |
Sai |
Saj |
Sak |
Sal |
Sam |
San |
Sao |
Sap |
Saq |
Sar |
Sas |
Sat |
Sau |
Sav |
Saw |
Sax |
Say |
Saz
 
Sana |
Sanb |
Sanc |
Sand |
Sane |
Sanf |
Sang |
Sanh |
Sani |
Sanj |
Sank |
Sanl |
Sanm |
Sann |
Sano |
Sanp |
Sanq |
Sanr |
Sans |
Sant |
Sanu |
Sanv |
Sanw |
Sany |
Sanz
Die Liste der Biografien führt alle Personen auf, die in der deutschsprachigen Wikipedia einen Artikel haben. Dieses ist eine Teilliste mit 20 Einträgen von Personen, deren Namen mit den Buchstaben „Sany“ beginnt.

## Sany

### Sanya
- Sanya Dharmasakti (1907–2002), thailändischer Jurist und Politiker
- Sanya, Sayan (1953–2013), thailändischer Luk-Thung-Sänger
- Sanyal, Jishnu (* 1988), indischer Badmintonspieler
- Sanyal, Mithu (* 1971), deutsche Kulturwissenschaftlerin, Journalistin und AutorinMithu Sanyal (* 1971)

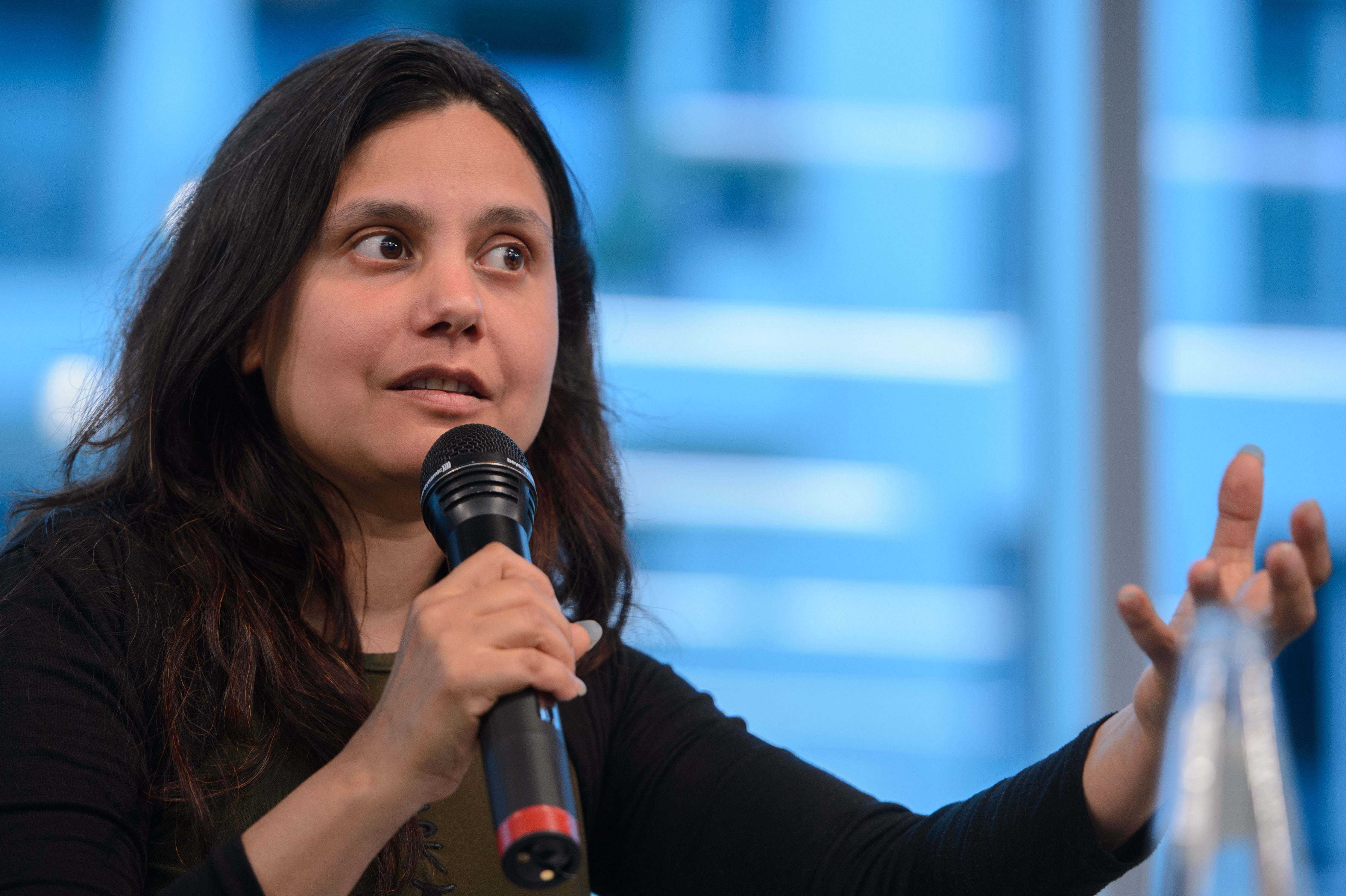
Mithu Sanyal (* 1971)

- Sanyang Kinteh, Fatou, gambische Politikerin
- Sanyang, Abdoulie, gambischer Jurist und Politiker
- Sanyang, Abdoulie (* 1999), gambischer Fußballspieler
- Sanyang, Amadou (* 1991), gambischer Fußballspieler
- Sanyang, Bakary, gambischer Verwaltungsbeamter und Ombudsmann
- Sanyang, Bubacarr, gambischer Fußballspieler
- Sanyang, Demba (* 1987), gambischer Fußballspieler
- Sanyang, Ebrima Janko, gambischer Politiker
- Sanyang, Fafa, gambischer Politiker
- Sanyang, Ibrahim J. F. B., gambischer Politiker
- Sanyang, Kukoi Samba (1952–2013), gambischer Anführer eines Putsches in Gambia
- Sanyang, Mamin (* 2003), gambisch-deutscher Fußballspieler
- Sanyang, Sheriff Abba, gambischer Politiker und Verwaltungsbeamter
- Sanyang, Yahya (* 1981), gambischer Politiker

### Sanyu
- San’yūtei, Enchō (1839–1900), japanischer Rezitator im Rakugo-Stil
- San’yūtei, Enchō VI. (1900–1979), japanischer Rezitator im Rakugo-Stil